# Чемпіонат Південної Америки з футболу 1955
Чемпіонат Південної Америки з футболу 1955 року — двадцять третій розіграш головного футбольного турніру серед національних збірних Південної Америки.
Турнір відбувався у Сантьяго, столиці Чилі, з 27 лютого по 30 березня 1955 року. Переможцем вдесяте стала збірна Аргентини, яка у вирішальному матчі обіграла господарів, збірну Чилі.

## Формат
Відбірковий турнір не проводився. Від участі у турнірі відмовилась Бразилія, Болівія та Колумбія. В підсумку у турнірі взяло участь шість учасників: Аргентина, Перу, Еквадор, Чилі, Парагвай і Уругвай, які мали провести один з одним матч за круговою системою. Переможець групи ставав чемпіоном. Два очки присуджувались за перемогу, один за нічиєю і нуль за поразку. У разі рівності очок у двох лідируючих команд призначався додатковий матч.

## Стадіон
| Сантьяго             |
| Національний стадіон |
| Місткість: 70,000    |
|                      |

## Підсумкова таблиця
| Збірна    | І | В | Н | П | ГЗ | ГП | Р   | О |
| --------- | - | - | - | - | -- | -- | --- | - |
| Аргентина | 5 | 4 | 1 | 0 | 18 | 6  | +12 | 9 |
| Чилі      | 5 | 3 | 1 | 1 | 19 | 8  | +11 | 7 |
| Перу      | 5 | 2 | 2 | 1 | 13 | 11 | +2  | 6 |
| Уругвай   | 5 | 2 | 1 | 2 | 12 | 12 | 0   | 5 |
| Парагвай  | 5 | 1 | 1 | 3 | 7  | 14 | −7  | 3 |
| Еквадор   | 5 | 0 | 0 | 5 | 4  | 22 | −18 | 0 |

| 27 лютого  | Чилі      | 7 | 1 | Еквадор  |
| 2 березня  | Аргентина | 5 | 3 | Парагвай |
| 6 березня  | Чилі      | 5 | 4 | Перу     |
| 9 березня  | Уругвай   | 3 | 1 | Парагвай |
| 9 березня  | Аргентина | 4 | 0 | Еквадор  |
| 13 березня | Перу      | 4 | 2 | Еквадор  |
| 13 березня | Чилі      | 2 | 2 | Уругвай  |
| 18 березня | Парагвай  | 2 | 0 | Еквадор  |
| 18 березня | Аргентина | 2 | 2 | Перу     |
| 20 березня | Чилі      | 5 | 0 | Парагвай |
| 23 березня | Перу      | 1 | 1 | Парагвай |
| 23 березня | Уругвай   | 5 | 1 | Еквадор  |
| 27 березня | Аргентина | 6 | 1 | Уругвай  |
| 30 березня | Перу      | 2 | 1 | Уругвай  |
| 30 березня | Аргентина | 1 | 0 | Чилі     |

## Чемпіон
| Чемпіон Південної Америки 1955 |
| ------------------------------ |
| Аргентина 10-й титул           |

## Найкращі бомбардири
8 голів
- Родольфо Мічелі

6 голів
| - Енріке Ормасабаль | - Оскар Гомес Санчес |  |

5 голів
- Максімо Ролон

4 голи
- Мануель Муньйос